# Pauli Arbarei
Pauli Arbarei település Olaszországban, Szardínia régióban, Medio Campidano megyében. Lakosainak száma 567 fő (2023. január 1.). Pauli Arbarei Lunamatrona, Tuili, Turri, Villamar, Siddi, Las Plassas és Ussaramanna községekkel határos.

## Népesség
A település lakossága az elmúlt években az alábbi módon változott:
| Lakosok száma | 615  | 603  | 567  |
|               | 2017 | 2018 | 2023 |